# Charlotte Mensah
Charlotte Mensah, née au Royaume-Uni, est une coiffeuse britannique/ghanéenne.

## Biographie

### Carrière
Elle a fréquenté le London College of Fashion. Elle fonde et dirige Hair Lounge sur Portobello Road à Londres. En novembre 2018, elle devient la première femme noire à être intronisée au British Hairdressing Hall of Fame,,,,,.

## Prix et reconnaissances
Parmi les prix qu'elle remporte pour son travail, on peut citer,,, :
- 2012 - Styliste en tissage de l'année et Coiffeur de l'année aux Beauty/Sensationnel Hair Awards
- 2013 - Meilleur coiffeur afro de l'année au Royaume-Uni aux British Hairdressing Awards
- 2014 - Meilleur coiffeur afro de l'année au Royaume-Uni aux British Hairdressing Awards
- 2017 - Meilleur coiffeur afro de l'année au Royaume-Uni aux British Hairdressing Awards

En février 2024, elle est interviewée sur sa vie et sa carrière dans l'émission Witness History de la BBC World Service.

## Œuvres humanitaires

### Académie Charlotte Mensah
Elle fonde l'Académie Charlotte Mensah, à travers laquelle elle organise des ateliers pour former les jeunes les moins fortunés du Ghana à ses compétences,,.

### Les Dames de l'Autonomisation Visionnaire (LOVE)
Elle fonde également l'organisation Ladies of Visionary Empowerment, qui vise à promouvoir les opportunités d'éducation et d'autonomisation des jeunes femmes en Afrique.